# Seznam obiskov ministra za zunanje zadeve Mira Cerarja
Seznam srečanj podpredsednika vlade in ministra za zunanje zadeve v 13. vladi Republike Slovenije Mira Cerarja: 

## Bilateralna srečanja

### Srečanja doma
| Datum             | Država/organizacija                                   | Kraj                  | Gost                                                                   | Opombe                                         | Vir    |
| ----------------- | ----------------------------------------------------- | --------------------- | ---------------------------------------------------------------------- | ---------------------------------------------- | ------ |
| 10. oktober 2018  | Organizacija združenih narodov                        | Bled                  | Visoka predstavnica OZN za človekove pravice Michelle Bachelet         |                                                | [ 1 ]  |
| 20. november 2018 | Madžarska                                             | Cerklje na Gorenjskem | Minister za zunanje zadeve in trgovino Péter Szijjártó                 | Delovni obisk                                  | [ 2 ]  |
| 9. januar 2019    | Republika Ciper                                       | Ljubljana             | Minister za zunanje zadeve Nikos Hristodulides                         | Delovni obisk                                  |        |
| 9. januar 2019    | Evropska unija                                        | Ljubljana             | Visoki predstavnik za Bosno in Hercegovino Valentin Inzko              |                                                |        |
| 16. januar 2019   | Furlanija - Julijska krajina                          | Cerklje na Gorenjskem | Predsednik Massimiliano Fedriga                                        |                                                |        |
| 23. januar 2019   | Republika Irska                                       | Ljubljana             | Državna ministrica za evropske zadeve Helen McEntee                    | Delovni obisk                                  | [ 3 ]  |
| 11. februar 2019  | Republika Severna Makedonija                          | Ljubljana             | Predsednik Sobranja Talat Xhaferi                                      | Uradni obisk                                   | [ 4 ]  |
| 19. februar 2019  | Srednjeevropska pobuda                                | Ljubljana             | Generalni sekretar Robert Antonione                                    |                                                | [ 5 ]  |
| 21. februar 2019  | Združeno kraljestvo Velike Britanije in Severne Irske | Ljubljana             | Državni sekretar za zunanje zadeve in zadeve Commonwealtha Jeremy Hunt | Delovni obisk                                  | [ 6 ]  |
| 22. februar 2019  | Madžarska                                             | Ljubljana             | Minister v Kabinetu predsednika vlade Gergely Gulyás                   |                                                | [ 5 ]  |
| 6. marec 2019     | Republika Severna Makedonija                          | Ljubljana             | Podpredsednik vlade za evropske zadeve Bujar Osmani                    | Delovni obisk                                  | [ 7 ]  |
| 25. april 2019    | Kraljevina Norveška                                   | Ljubljana             | Ministrica za zunanje zadeve Ine Marie Eriksen Søreide                 | Delovni obisk                                  | [ 8 ]  |
| 29. marec 2019    | Republika Avstrija Zvezna dežela Koroška              | Brdo pri Kranju       | Deželni glavar Peter Kaiser                                            | 5. zasedanje Skupnega odbora Slovenija-Koroška | [ 9 ]  |
| 9. april 2019     | Kraljevina Španija                                    | Ljubljana             | Minister za zunanje zadeve, EU in sodelovanje Josep Borrell Fontelles  | Uradni obisk                                   | [ 10 ] |
| 15. april 2019    | Združene države Amerike                               | Ljubljana             | Kongresnik Paul A. Gosar                                               |                                                | [ 11 ] |

### Srečanja na tujem
| Datum                 | Država/organizacija                        | Kraj                 | Gostitelj                                                                  | Opombe                                                                      | Vir           |
| --------------------- | ------------------------------------------ | -------------------- | -------------------------------------------------------------------------- | --------------------------------------------------------------------------- | ------------- |
| 24. oktober 2018      | Republika Severna Makedonija               | Skopje               | Minister za zunanje zadeve Nikola Dimitrov                                 | Uradni obisk                                                                | [ 12 ]        |
| 24. oktober 2018      | Republika Severna Makedonija               | Skopje               | Predsednik republike Gjorge Ivanov                                         | Uradni obisk                                                                | [ 13 ]        |
| 24. oktober 2018      | Republika Severna Makedonija               | Skopje               | Predsednik vlade Zoran Zaev                                                | Uradni obisk                                                                | [ 13 ]        |
| 25. oktober 2018      | Republika Bolgarija                        | Sofija               | Ministrica za zunanje zadeve Ekaterina Zaharieva                           | Uradni obisk                                                                | [ 14 ]        |
| 25. oktober 2018      | Republika Bolgarija                        | Sofija               | Predsednik republike Rumen Radev                                           | Uradni obisk                                                                | [ 14 ]        |
| 25. oktober 2018      | Republika Bolgarija                        | Sofija               | Podpredsednik Narodnega sobranja Emil Hristov                              | Uradni obisk                                                                | [ 14 ]        |
| 7. november 2018      | Republika Avstrija                         | Dunaj                | Ministrica za zunanje zadeve Karin Kneissl                                 | Uradni obisk                                                                | [ 15 ]        |
| 7. november 2018      | Republika Avstrija                         | Dunaj                | Predsednik Državnega sveta Wolfgang Sobotka                                | Uradni obisk                                                                | [ 15 ]        |
| 27. november 2018     | Republika Albanija                         | Tirana               | Minister za zunanje zadeve Ditmir Bushati                                  | Uradni obisk                                                                | [ 16 ] [ 17 ] |
| 27. november 2018     | Republika Albanija                         | Tirana               | Predsednik republike Ilir Meta                                             | Uradni obisk                                                                | [ 16 ] [ 17 ] |
| 27. november 2018     | Republika Albanija                         | Tirana               | Predsednik vlade Edi Rama                                                  | Uradni obisk                                                                | [ 16 ] [ 17 ] |
| 27. november 2018     | Italijanska republika                      | Rim                  | Minister za zunanje zadeve in mednarodno sodelovanje Enzo Moavero Milanesi | Delovni obisk                                                               | [ 18 ]        |
| 28. november 2018     | Sveti sedež                                | Vatikan              | Sekretar za odnose z državami Paul Richard Gallagher                       | Uradni obisk                                                                | [ 19 ]        |
| 28. november 2018     | Sveti sedež                                | Vatikan              | Papež Frančišek                                                            | Uradni obisk                                                                | [ 19 ]        |
| 28. november 2018     | Sveti sedež                                | Vatikan              | Državni sekretar Pietro Parolin                                            | Uradni obisk                                                                | [ 19 ]        |
| 28. november 2018     | Suvereni malteški viteški red              | Rim                  | Veliki kancler Albrecht Freiherr von Boeselager                            | Uradni obisk                                                                | [ 20 ]        |
| 30. november 2018     | Republika Avstrija Zvezna dežela Štajerska | St. Stefan ob Stainz | Deželni glavar Hermann Schützenhöfer                                       | 5. zasedanje Skupnega odbora Slovenija - avstrijska zvezna dežela Štajerska | [ 21 ]        |
| 3. december 2018      | Zvezna republika Nemčija                   | Berlin               | Minister za zunanje zadeve Heiko Maas                                      | Delovni obisk                                                               | [ 22 ]        |
| 3. december 2018      | Zvezna republika Nemčija                   | Berlin               | Predsednik Nemškega Bundestaga Wolfgang Schäuble                           | Delovni obisk                                                               | [ 22 ]        |
| 12.-14. december 2018 | Združene države Amerike                    | Washington, D.C.     | Državni sekretar Mike R. Pompeo                                            | Delovni obisk                                                               | [ 23 ]        |
| 12.-14. december 2018 | Združene države Amerike                    | Washington, D.C.     | Zvezna sentorka Amy Klobuchar (D-MN)                                       | Delovni obisk                                                               | [ 23 ]        |
| 12.-14. december 2018 | Združene države Amerike                    | Washington, D.C.     | Zvezna sentorka Tina Smith (D-MN)                                          | Delovni obisk                                                               | [ 23 ]        |
| 12.-14. december 2018 | Združene države Amerike                    | Washington, D.C.     | Zvezni sentor Bob Casey Jr. (D-PA)                                         | Delovni obisk                                                               | [ 23 ]        |
| 12.-14. december 2018 | Združene države Amerike                    | Washington, D.C.     | Svetovalec za nacionalno varnost ZDA John R. Bolton                        | Delovni obisk                                                               | [ 23 ]        |
| 13. marec 2019        | Arabska republika Egipt                    | Kairo                | Predsednik Abdel Fatah al Sisi                                             | Uradni obisk                                                                | [ 24 ]        |
| 13. marec 2019        | Arabska republika Egipt                    | Kairo                | Minister za zunanje zadeve Sameh Šukri                                     | Uradni obisk                                                                | [ 24 ]        |
| 13. marec 2019        | Arabska republika Egipt                    | Kairo                | Predsednik parlamenta Ali Abdel Aal                                        | Uradni obisk                                                                | [ 24 ]        |

## Multilateralna srečanja

### Srečanja doma
| Datum           | Dogodek                     | Kraj            | Gostitelj                                                                                            | Gosti | Opombe | Vir |
| --------------- | --------------------------- | --------------- | --- | --- | ------ | --- |
| 30. januar 2019 | Sprejem za diplomatski zbor | Brdo pri Kranju | Predsednik republike Borut Pahor Predsednik vlade Marjan Šarec Minister za zunanje zadeve Miro Cerar | Juliusz Janusz, doajen diplomatskega zbora Člani diplomatskega zbora, ki so akreditirani v Republiki Sloveniji |        |     |

### Srečanja na tujem
| Datum                   | Država/organizacija                                                                      | Kraj             | Gostitelj | Opombe                                                                               | Vir           |
| ----------------------- | ---------------------------------------------------------------------------------------- | ---------------- | --- | ------------------------------------------------------------------------------------ | ------------- |
| 24. september 2018      | Združene države Amerike Organizacija združenih narodov                                   | New York         | Predsednica Generalne skupščine María Fernanda Espinosa Garcés Generalni sekretar António Guterres             | Mirovni vrh Nelsona Mandele                                                          | [ 25 ]        |
| 24.-27. september 2018  | Združene države Amerike Organizacija združenih narodov                                   | New York         | Predsednica Generalne skupščine María Fernanda Espinosa Garcés Generalni sekretar António Guterres             | 73. zasedanje Generalne skupščine OZN                                                | [ 25 ]        |
| 24. september 2018      | Združene države Amerike Evropska unija                                                   | New York         | Podpredsednica Evropske komisije in Visoka predstavnica EU za zunanjo in varnostno politiko Federica Mogherini | Neformalno zasedanje Sveta EU za zunanje zadeve o Siriji in Libiji                   | [ 25 ]        |
| 25. september 2018      | Združene države Amerike                                                                  | New York         | Državni sekretar Mike R. Pompeo                                                                                | Transatlantsko srečanje zunanjih ministrov                                           | [ 26 ]        |
| 26. september 2018      | Združene države Amerike Evropska unija                                                   | New York         | Podpredsednica Evropske komisije in Visoka predstavnica EU za zunanjo in varnostno politiko Federica Mogherini | Srečanje na visoki ravni o krizi v Siriji                                            | [ 27 ]        |
| 26. september 2018      | Združene države Amerike Srednjeevropska pobuda (SEP)                                     | New York         | Podpredsednica vlade in ministrica za zunanje in evropske zadeve Marija Pejčinović Burić                       | Tradicionalno neformalno srečanje zunanjih ministrov SEP                             | [ 27 ]        |
| 27. september 2018      | Združene države Amerike Neformalna ministrska mreža za mednarodno kazensko sodišče (MKS) | New York         | Predsednik Skupščine držav članic O-Gon Kwon                                                                   | Zasedanje Neformalne ministrske mreže za MKS                                         | [ 28 ]        |
| 27. september 2018      | Združene države Amerike Skupina prijateljev mediacije                                    | New York         | Minister za zunanje zadeve Mevlüt Çavuşoğlu Minister za zunanje zadeve Timo Soini                              | Letno zasedanje Skupine prijateljev mediacije                                        | [ 28 ]        |
| 27. september 2018      | Združene države Amerike Organizacija združenih narodov                                   | New York         | Državni sekretar Mike R. Pompeo                                                                                | 11. zasedanje Varnostnega sveta OZN o Severni Koreji                                 | [ 28 ]        |
| 15. oktober 2018        | Veliko vojvodstvo Luksemburg Evropska unija                                              | Luksemburg       | Podpredsednica Evropske komisije in Visoka predstavnica EU za zunanjo in varnostno politiko Federica Mogherini | Zasedanje Sveta EU za zunanje zadeve                                                 | [ 29 ]        |
| 15. oktober 2018        | Veliko vojvodstvo Luksemburg Evropska unija                                              | Luksemburg       | Podpredsednica Evropske komisije in Visoka predstavnica EU za zunanjo in varnostno politiko Federica Mogherini | Ministrsko zasedanje Vzhodnega partnerstva                                           | [ 29 ]        |
| 19. november 2018       | Kraljevina Belgija Evropska unija                                                        | Bruselj          | Podpredsednica Evropske komisije in Visoka predstavnica EU za zunanjo in varnostno politiko Federica Mogherini | Zasedanje Sveta EU za zunanje zadeve                                                 | [ 30 ]        |
| 4. in 5. december 2018  | Kraljevina Belgija NATO                                                                  | Bruselj          | Generalni sekretar Jens Stoltenberg                                                                            | Zasedanje Severnoatlantskega sveta na ravni zunanjih ministrov                       | [ 31 ] [ 32 ] |
| 6. in 7. december 2018  | Italijanska republika Organizacija za varnostno sodelovanje v Evropi                     | Milano           | Minister za zunanje zadeve in mednarodno sodelovanje Enzo Moavero Milanesi                                     | 25. ministrski svet OVSE                                                             | [ 33 ]        |
| 10. december 2018       | Kraljevina Belgija Evropska unija                                                        | Bruselj          | Podpredsednica Evropske komisije in Visoka predstavnica EU za zunanjo in varnostno politiko Federica Mogherini | Zasedanje Sveta EU za zunanje zadeve                                                 |               |
| 21. januar 2019         | Kraljevina Belgija Evropska unija                                                        | Bruselj          | Podpredsednica Evropske komisije in Visoka predstavnica EU za zunanjo in varnostno politiko Federica Mogherini | Zasedanje Sveta EU za zunanje zadeve                                                 | [ 3 ]         |
| 21. januar 2019         | Kraljevina Belgija Evropska unija                                                        | Bruselj          | Podpredsednica Evropske komisije in Visoka predstavnica EU za zunanjo in varnostno politiko Federica Mogherini | EU-ASEAN ministrsko srečanje                                                         | [ 3 ]         |
| 22. januar 2019         | Kraljevina Belgija Evropska unija                                                        | Bruselj          | Podpredsednica Evropske komisije in Visoka predstavnica EU za zunanjo in varnostno politiko Federica Mogherini | EU-Afriška unija ministrsko srečanje                                                 | [ 3 ]         |
| 31. januar 2019         | Romunija Evropska unija                                                                  | Bukarešta        | Minister za zunanje zadeve Teodor Meleșcanu                                                                    | Neformalno srečanje zunanjih ministrov EU GYMNICH                                    | [ 34 ]        |
| 5.-8. februar 2019      | Združene države Amerike                                                                  | Washington, D.C. | Državni sekretar Mike R. Pompeo                                                                                | Srečanje zunanjih ministrov držav mednarodne koalicije proti skupini Islamska država | [ 35 ]        |
| 15. in 16. februar 2019 | Zvezna republika Nemčija                                                                 | München          | Predsednik konference Wolfgang Ischinger                                                                       | 55. Münchenska varnostna konferenca                                                  | [ 36 ]        |
| 18. februar 2019        | Kraljevina Belgija Evropska unija                                                        | Bruselj          | Podpredsednica Evropske komisije in Visoka predstavnica EU za zunanjo in varnostno politiko Federica Mogherini | Zasedanje Sveta EU za zunanje zadeve                                                 | [ 5 ]         |
| 18. marec 2019          | Kraljevina Belgija Evropska unija                                                        | Bruselj          | Podpredsednica Evropske komisije in Visoka predstavnica EU za zunanjo in varnostno politiko Federica Mogherini | Zasedanje Sveta EU za zunanje zadeve                                                 | [ 37 ]        |
| 3. april 2019           | Združene države Amerike                                                                  | Washington, D.C. | Državni sekretar Mike R. Pompeo                                                                                | 70. letnica ustanovitve NATO                                                         | [ 38 ]        |
| 3. april 2019           | Združene države Amerike                                                                  | Washington, D.C. | Predsednica Predstavniškega doma Nancy Pelosi                                                                  | 70. letnica ustanovitve NATO                                                         | [ 38 ]        |
| 3. april 2019           | Združene države Amerike                                                                  | Washington, D.C. | Generalni sekretar Jens Stoltenberg                                                                            | 70. letnica ustanovitve NATO                                                         | [ 38 ]        |
| 4. april 2019           | Združene države Amerike                                                                  | Washington, D.C. | Državni sekretar Mike R. Pompeo                                                                                | Zasedanje Severnoatlantskega sveta na ravni zunanjih ministrov                       | [ 39 ]        |
| 4. april 2019           | Združene države Amerike                                                                  | Washington, D.C. | Generalni sekretar Jens Stoltenberg                                                                            | Zasedanje Severnoatlantskega sveta na ravni zunanjih ministrov                       | [ 39 ]        |
| 8. april 2019           | Kraljevina Belgija Evropska unija                                                        | Bruselj          | Podpredsednica Evropske komisije in Visoka predstavnica EU za zunanjo in varnostno politiko Federica Mogherini | Zasedanje Sveta EU za zunanje zadeve                                                 | [ 40 ]        |

## Srečanja ob robu
| Datum                   | Država/organizacija                             | Kraj     | Gost                                                                 | Opombe                                                                | Vir    |
| ----------------------- | ----------------------------------------------- | -------- | -------------------------------------------------------------------- | --------------------------------------------------------------------- | ------ |
| 24. september 2018      | Združeni arabski emirati                        | New York | Državni minister za zunanje zadeve Anvar Gargaš                      | Srečanje ob robu 73. zasedanja Generalne skupščine OZN                | [ 25 ] |
| 25. september 2018      | Madžarska                                       | New York | Minister za zunanje zadeve in trgovino Péter Szijjártó               | Srečanje ob robu 73. zasedanja Generalne skupščine OZN                | [ 26 ] |
| 25. september 2018      | Organizacija združenih narodov                  | New York | Predsednica Generalne skupščine María Fernanda Espinosa Garcés       | Srečanje ob robu 73. zasedanja Generalne skupščine OZN                | [ 26 ] |
| 25. september 2018      | Republika Turčija                               | New York | Predsednik republike Recep Tayyip Erdoğan                            | Srečanje ob robu 73. zasedanja Generalne skupščine OZN                | [ 26 ] |
| 25. september 2018      | Združene države Amerike                         | New York | Državni sekretar Mike R. Pompeo                                      | Srečanje ob robu Transatlantskega srečanja zunanjih ministrov         | [ 27 ] |
| 26. september 2018      | Združene države Amerike                         | New York | Pomočnik državnega sekretarja za Evropo in Evrazijo A. Wess Mitchell | Srečanje ob robu 73. zasedanja Generalne skupščine OZN                | [ 27 ] |
| 26. september 2018      | Socialistična republika Vietnam                 | New York | Podpredsednik vlade in minister za zunanje zadeve Phạm Bình Minh     | Srečanje ob robu 73. zasedanja Generalne skupščine OZN                | [ 27 ] |
| 26. september 2018      | Organizacija združenih narodov                  | New York | Generalni sekretar António Guterres                                  | Srečanje ob robu 73. zasedanja Generalne skupščine OZN                | [ 27 ] |
| 26. september 2018      | Švicarska konfederacija                         | New York | Predsednik Alain Berset                                              | Srečanje ob robu 73. zasedanja Generalne skupščine OZN                | [ 27 ] |
| 27. september 2018      | Republika Kolumbija                             | New York | Minister za zunanje zadeve Carlos Holmes Trujillo                    | Srečanje ob robu 73. zasedanja Generalne skupščine OZN                | [ 28 ] |
| 27. september 2018      | Islamska republika Iran                         | New York | Minister za zunanje zadeve Mohamed Džavad Zarif                      | Srečanje ob robu 73. zasedanja Generalne skupščine OZN                | [ 28 ] |
| 27. oktober 2018        | Češka republika                                 | Praga    | Minister za zunanje zadeve Tomáš Petříček                            | Srečanje ob robu praznovanja 100. obletnice ustanovitve Češkoslovaške | [ 41 ] |
| 5. december 2018        | Kraljevina Norveška                             | Bruselj  | Ministrica za zunanje zadeve Ine Marie Eriksen Søreide               | Srečanje ob robu Zasedanja Severnoatlantskega sveta                   | [ 32 ] |
| 5. december 2018        | Republika Severna Makedonija                    | Bruselj  | Minister za zunanje zadeve Nikola Dimitrov                           | Srečanje ob robu Zasedanja Severnoatlantskega sveta                   | [ 32 ] |
| 6. december 2018        | Kanada                                          | Milano   | Ministrica za zunanje zadeve Chrystia Freeland                       | Srečanje ob robu 25. ministrskega sveta OVSE                          | [ 33 ] |
| 15. in 16. februar 2019 | Združene države Amerike                         | München  | Nekdanja državna sekretarka Madeleine Albright                       | Srečanja ob robu 55. Münchenske varnostne konference                  | [ 36 ] |
| 15. in 16. februar 2019 | Republika Severna Makedonija                    | München  | Predsednik vlade Zoran Zaev                                          | Srečanja ob robu 55. Münchenske varnostne konference                  | [ 36 ] |
| 15. in 16. februar 2019 | Republika Bolgarija                             | München  | Ministrica za zunanje zadeve Ekaterina Zaharieva                     | Srečanja ob robu 55. Münchenske varnostne konference                  | [ 36 ] |
| 15. in 16. februar 2019 | Zvezna republika Nemčija Zvezna dežela Bavarska | München  | Minister za zvezne in evropske zadeve Florian Herrmann               | Srečanja ob robu 55. Münchenske varnostne konference                  | [ 36 ] |
| 15. in 16. februar 2019 | Japonska                                        | München  | Minister za zunanje zadeve Taro Kono                                 | Srečanja ob robu 55. Münchenske varnostne konference                  | [ 36 ] |
| 15. in 16. februar 2019 | Kirgiška republika                              | München  | Minister za zunanje zadeve Čingiz Ajdarbekov                         | Srečanja ob robu 55. Münchenske varnostne konference                  | [ 36 ] |